# Ритуальний танець
Ритуальні танці виконуються під час церемоній та ритуалів. Для них характерна строга форма, в якій кожен рух танцюриста має певне символічне значення. Прикладом ритуального танцю є новозеландська гака, яку популяризували у всьому світі новозеландські регбісти.